# ビューティフル/チンチャうまっか/カナリヤ
『ビューティフル/チンチャうまっか/カナリヤ』は、日本の男性アイドルグループであるNEWSのメジャー通算26枚目となるシングル。2020年12月23日にジャニーズ・エンタテイメントから発売。

## 概要
前作「トップガン / Love Story」から1年半ぶりのシングル。2020年6月19日に手越祐也が脱退したため、3人体制初のシングルとなる。(*厳密には当初の予定では、本作を6月頃を目処として発売を目指し制作されて来ており、その段階では4人体制としてはアルバムSTORY→シングルビューティフルとして4人体制ラストのシングルとして制作を進めていたが、本作のタイアップになっているドラマが制作当時、新型コロナウィルス感染拡大の影響を受け、撮影中断、ドラマ放送自体も6月に中断になったタイミングで事実上、3人体制としての制作に切り替えて制作を進めた為当初は手越祐也も制作に、参加していたシングルというのが正確なとこである。)初のトリプルA面シングルである。
「ビューティフル」はメンバーの増田貴久主演 テレビ東京系ドラマホリック!『レンタルなんもしない人』の主題歌として、美しくも柔らかい旋律が魅力の一曲。
「チンチャうまっか」は日本テレビ系『ぐるぐるナインティナイン』「グルメチキンレース・ゴチになります!」のエンディングテーマで世界各国の"おいしい"という言葉を使ったハイテンション・アッパーソング。
「カナリヤ」は力強いメッセージとエモーショナルさが同居する応援歌となっている。

## チャート成績
12月29日付のオリコン週間シングルランキングによると、初週18.4万枚を売上げて1位を獲得した。

## 収録曲

### CD

#### 通常盤
1. ビューティフル [3:21]
作詞・作曲・編曲：ヒロイズム
  - 増田貴久主演 テレビ東京系ドラマホリック!『レンタルなんもしない人』エンディングテーマ
2. チンチャうまっか  [2:52]
作詞・作曲：ヒロイズム、編曲：ヒロイズム・CHOKKAKU
  - 日本テレビ系『ぐるぐるナインティナイン』「グルメチキンレース・ゴチになります!」エンディングテーマ
3. カナリヤ [3:50]
作詞・作曲：きみどり、編曲：U-KIRIN・きみどり・石塚知生

  - 24時間テレビ 「愛は地球を救う」にて初披露された。
4. Endless Summer [4:18]
作詞・作曲・編曲：ヒロイズム
  - 4thアルバム「LIVE」収録曲の3人での再録バージョン
  - TOKYO MX『2020年夏季 東・西 東京都高等学校野球大会』テーマソング
5. ビューティフル (オリジナル･カラオケ)
6. チンチャうまっか (オリジナル･カラオケ)
7. カナリヤ (オリジナル･カラオケ)

#### 初回盤A
1. ビューティフル
2. チンチャうまっか
3. カナリヤ
4. CHANGES [3:21]
作詞・作曲・編曲：ヒロイズム

#### 初回盤B
1. チンチャうまっか
2. ビューティフル
3. カナリヤ
4. 朧月 [2:47]
作詞：栗原暁、作曲：久保田真悟・栗原暁、編曲：久保田真悟

#### 通販盤
1. カナリヤ
2. ビューティフル
3. チンチャうまっか
4. Champagne Gold
作詞：篠原とまと、作曲・編曲：伊藤賢・辻村有記

### DVD

#### 初回盤A
1. 「ビューティフル」Music Clip & Making (21分収録)

#### 初回盤B
1. 「チンチャうまっか」Music Clip & Making (20分収録)

#### 通販盤
1. 「カナリヤ」Music Clip & Making (21分収録)

## 映像作品
ビューティフル
- NEWS LIVE TOUR 2022 音楽
- NEWS 20th Anniversary LIVE 2023 in TOKYO DOME BEST HIT PARADE!!! 〜シングル全部やっちゃいます〜

チンチャうまっか
- NEWS LIVE TOUR 2022 音楽
- NEWS 20th Anniversary LIVE 2023 in TOKYO DOME BEST HIT PARADE!!! 〜シングル全部やっちゃいます〜

カナリヤ
- NEWS LIVE TOUR 2022 音楽
- NEWS 20th Anniversary LIVE 2023 in TOKYO DOME BEST HIT PARADE!!! 〜シングル全部やっちゃいます〜

## 特典

### 初回盤A
1. 6面12Pジャケット
2. 「NEWS PREMIUM SHOW」ストリーミング配信視聴ID①封入

### 初回盤B
1. 6面12Pジャケット
2. 「NEWS PREMIUM SHOW」ストリーミング配信視聴ID②封入

### 通販盤
1. スペシャルBOX仕様
2. プレミアム・フォトブック（B4サイズ）
3. メンバープロデュース ビューティフル ミニトートバッグ